# Березовка (Киевская область)
Березовка (укр. Березівка) — село, входит в Макаровский район Киевской области Украины.
Население по переписи 2001 года составляло 186 человек. Почтовый индекс — 08032. Телефонный код — 4578. Занимает площадь 5,65 км². Код КОАТУУ — 3222782602.

## Местный совет
08032, Київська обл., Макарівський р-н, с. Колонщина, вул. Леніна, 6